# 藤安将平
藤安 将平（ふじやす まさひら、1946年〈昭和21年〉11月10日 - ）は、福島県福島市の刀匠。本名は藤安正博。

## 人物
1946年（昭和21年）11月10日福島県伊達郡川俣町に生まれる。 5歳の頃に福島市に引っ越し、高校まで過ごした。 父・藤安勇四郎は福島市で始めてのかけはぎの店を作った人物であり、店は福島市天神町にあった。 店名は「かけはぎフジヤス」。藤安も幼いころから父の手伝いをしていた。 福島市立福島第四小学校、福島市立福島第四中学校、福島県立福島工業高校精密機械科を卒業する。高校3年生の時、人間国宝であった宮入昭平著『刀匠一代』に出会い入門を決意。 
1966年（昭和41年）2月17日に人間国宝の宮入昭平に師事。 
1972年（昭和47年）2月17日に文化庁の作刀承認を受け、初作の太刀が第8回新 作名刀展で努力賞を受賞。
1975年（昭和50年）6月1日に独立、福島県福島市立子山に鍛刀場を構えた。 
その後、数々の個展や新作名刀展優秀賞など多くの賞を受賞。 
1984年（昭和59年）福島市で初の個展を開催。会場は栄町の菊林堂。 
1985年（昭和60年）福島中合デパートの京都展にて、第21代目御弓師・柴田勘十郎と出会う。 
1986年（昭和61年）刀剣研究家である髙山武士（雪山）師につき「刀剣文化研究所解紛塾」に入門。東京都有楽町そごうデパートで個展開催。 
1987年（昭和62年）東京都日本橋高島屋でグループ展参加。 
1988年（昭和63年）福島中合デパートにて個展開催。刀匠を集め「玄門之会」を発足。 
1989年（平成元年）玄門之会合同展を東京都有楽町そごうデパートにて開催。 
以降、作刀研究が主となっているため財政難により個展を断念。 古い時代の日本刀の研究に没頭する。 
父・勇四郎が死去。福島市大森にある円通寺に剣を寄贈。 
1990年（平成2年）日本美術刀剣保存協会会長賞を受賞。伊勢神宮 第60回御遷宮のための御神刀を依頼される 
1992年（平成4年）福島県田村市星の村天文台の台長・大野裕明より隕鉄を使った「隕星剣」の依頼、製作に取りかかる。 
1993年（平成5年）奈良県護国神社にて4日間の奉納鍛錬を行う。これが藤安にとって初めて焼き入れまでを公開する奉納鍛錬となる。 
1994年（平成6年）東京都世田谷区五島美術館の中庭にて、4日間の公開鍛錬を行う。 同年、靖国神社にて2日間の奉納鍛錬を行う。 
1995年（平成7年）愛知県名古屋市熱田神宮八剣宮にて、3日間の奉納鍛錬を行う。
しかしまたも財政難となるも、鍛錬研究活動を続ける。
2003年（平成15年）福島県文化財センター白河館・まほろんの当時課長であった吉田秀亨と古代遺跡の鍛冶炉跡について意気投合。製鉄実験を始める。
平成17年、平成19年に古代鍛冶炉の再現に操業指導する。
同級生で市会議員の高柳勇の発案により後援会を発足。
2005年（平成17年）熱田神宮にて、奉納奉賛会として初の奉納鍛錬を行い太刀を奉納。
2006年（平成18年）茨城県鹿嶋市鹿島神宮にて800年ぶりの奉納鍛錬、太刀を奉納。福島県いわき市福島県立福島工業高等専門学校の中庭通路にて公開鍛錬を行う。
2009年（平成21年）居合術家の町井勲の依頼により「鉄も斬れる日本刀」を依頼される。フジテレビ系列『ザ・ベストハウス123』にて藤安が造った日本刀で鉄パイプを斬ることに成功。「号 蓮鉄管斬将平」と称される。
2010年（平成22年）熱田神宮の依頼により「草薙之御剣」を護るための直刀を依頼される。
2012年（平成24年）熱田神宮にて奉納奉賛会主催の公開奉納鍛錬を3日間開催。太刀を奉納する。
9月、吉田秀亨とともに「立子山タタラ」を立ち上げ、2日間夜通しで古代奈良時代の製鉄炉の再現と製鉄方法を実験。その後は毎年開催されている。
2013年（平成25年）福島県立福島高等学校にて選択授業SSHの歴史の講座に講師として出向。中庭での公開鍛錬や、高校生でも楽しめる講義を行い、2019年まで1日だけではあるが講師として出向している。
2014年（平成26年）弟子の国島・工藤将成と藤安の長男堅一郎と友人である総合鉄工業者の有賀一久と共に全長2m16cm、2.8kgにも及ぶ大太刀を製作。大太刀は全国の展示会や博物館を転々とし、人々を楽しませた。今後は鹿島神宮へ奉納予定となっている。
2016年（平成28年）古刀の研究に奔走。奈良県奈良市正倉院に残る薙刀のような刀を再現。明治時代調査の時に「手ぼこ」として分類されている。
福島市にて初心者向け日本刀勉強会「刀剣文化研究所解紛塾信夫会」を立ち上げる。ダイユーエイトMax内AOZの和室にて開催されるが、初会の参加者は3名のみであった（現在も不定期に開催している）。 
2017年（平成29年）熱田神宮にて奉納奉賛会主催の公開奉納鍛錬を3日間開催。薙刀を奉納する。12月には福島市民家園・あづまやにおいて定期的に日本刀作刀実演を開始。
福島大学の社会科特別授業の講師として、週に一度2か月に渡り特別講師を務める。
2018年（平成30年）京都府京都市藤森神社の依頼により「御物山城国国永御太刀（名物 鶴丸）鶴丸国永写し」を製作。日本刀の人気が高まっており宝物殿での展示には大勢の参拝者が見学に訪れる。また2日間に渡り神社の境内にて公開奉納鍛錬、同じく境内にて講演会を行い、2日間でそれぞれ100名の参加者があった。
福島県立博物館「東京富士美術館コレクションと福島の名刀～美しき刀たち～」にて郷土刀として太刀を展示。
2019年（平成31年/令和元年） 7月1日京都府京都市建勲神社に「短刀 薬研通吉光（名物薬研藤四郎）再現刀」を奉納展示の際、10日間に渡り境内にて講演会を行う。
9月福島県立博物館「けんぱくの宝2019-武の美-」にて隕星剣と大太刀を展示。特別講師として出向。
11月熱田神宮にて令和元年天皇陛下御即位を記念して、玉鋼製の鏡を奉賛会の依頼により製作、奉納。
関東にて信夫会の姉妹会である「刀剣文化研究所解紛塾将平会」を発足し、日本刀の伝道師として活動している。
2020年（令和2年）5月3日に通販サイトである「将平鍛刀場ONLINE SHOP」を開設。

## テレビ出演
- 2014年11月2日、日曜美術館（NHK）
- 2019年9月10日、京都ぶらり歴史探訪　～中村芝翫と町井勲が刀剣ゆかりの京都の神社を巡る～（BS朝日）
- 2020年12月16日、ふくしまSHOW（テレビユー福島）

## 著書
- 『ふくしま手語り　孤高の鎚音　刀工 藤安将平・古刀再現の道』歴史春秋社　2019年　赤沼博志と共著、髙山武士 総監修
- 『刀剣画報　義元左文字と織田信長の刀』ホビージャパン　2020年